# Lindsey Carmichael

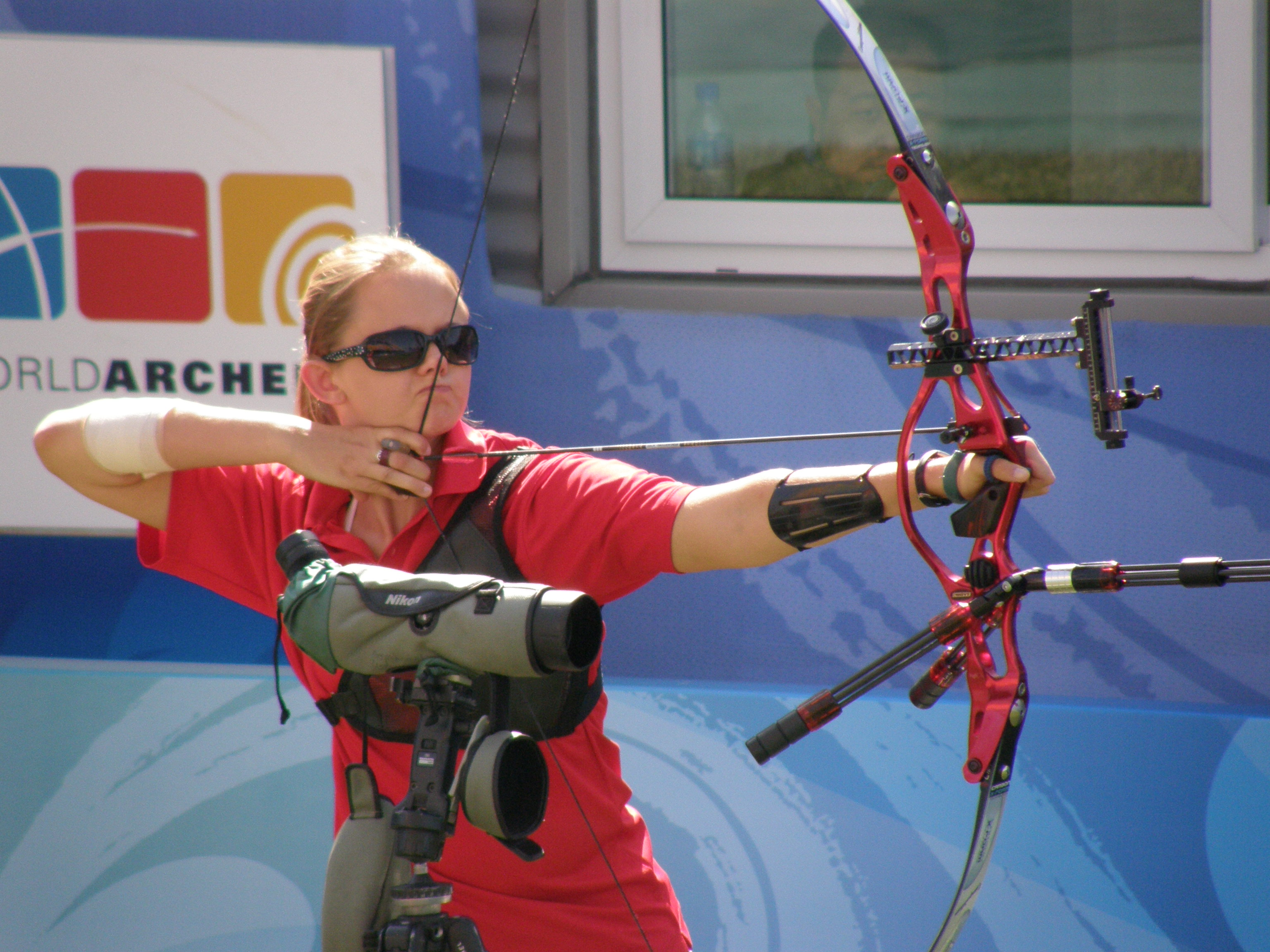
Lindsey Carmichael bei den Sommer-Paralympics 2008 in Peking

Lindsey Carmichael (* 22. Juli 1985) ist eine US-amerikanische Bogenschützin.
Carmichael, die das McCune-Aulbright-Syndrom hat, begann 1998 als Bogenschützin in der regulären Spielklasse und ist seit 2003 auch in der Behindertensport-Spielklasse aktiv. 2004 in Athen konnte sie in der Qualifikation einen neuen Weltrekord aufstellen, im Finale erreichte sie nach einem Kopf-an-Kopf Rennen jedoch nur den sechsten Platz. 2006 gehörte sie der US-Mannschaft bei den World University Archery Championships in Viničné in der Slowakei an. 2008 in Peking gewann sie im Bogenschießen in der Disziplin Recurve (ST) eine Bronzemedaille.
Carmichael lebt mit ihrer Familie in der Umgebung von Austin, Texas. Sie studiert Englisch und Geschichte an der University of Texas.

## Erfolge
- 1999 bis 2001: Texas State Outdoor Champion
- 2002 AR3 Standing Recurve - National Target Championships: 1. Platz
- 2003 IPC Archery World Championships in Madrid: 4. Platz
- 2004 Sommer-Paralympics in Athen: 6. Platz und Weltrekord in der Qualifikation
- 2007 AR3 Recurve - IPC Archery World Championships in Cheongju, Südkorea: 15. Platz